# Nordrussischer Landrücken

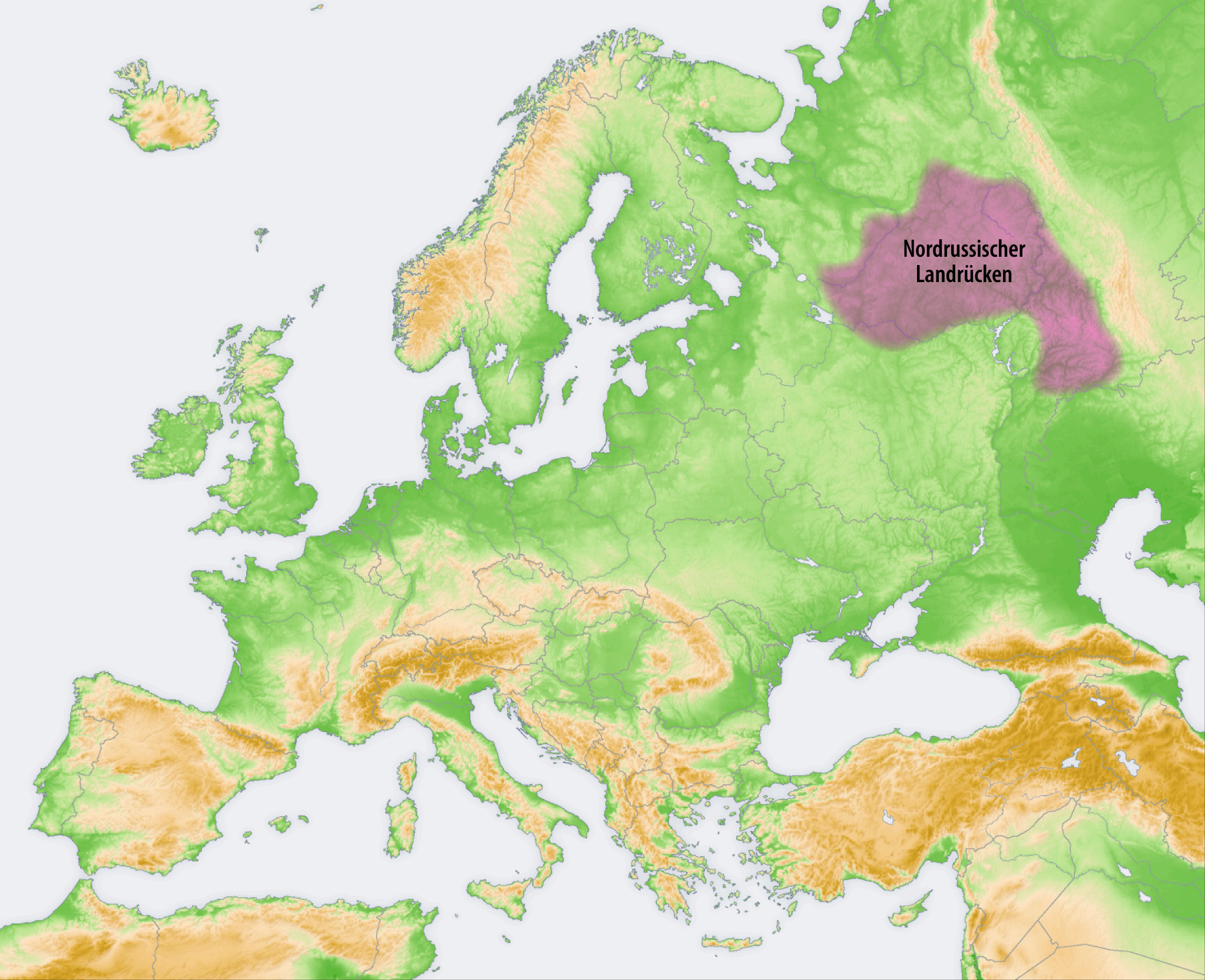
Lage des nordrussischen Landrückens

Der Nordrussische Landrücken (russisch Северные Увалы/Sewernyje Uwaly) ist ein bis 294 m hoher Höhenzug im Norden des europäischen Teils von Russland.
Der Nordrussische Landrücken, der sich westlich des Mittleren Ural und südlich des Nordrussischen Tieflands ausbreitet, ist ein Teil der Osteuropäischen Ebene. Er liegt südlich der Flüsse Suchona und Wytschegda und nördlich der Oberläufe von Wjatka und Kama. Im Südwesten schließt sich das weitläufige Tal der oberen Wolga an. 
Das mittelgebirgsartige Landschaftsbild des nur dünn besiedelten Nordrussischen Landrückens ist gekennzeichnet durch hügelige und bergige Bereiche, die von den Gletschermassen der Eiszeiten wellig geschliffen wurden. In den Höhenzug haben sich einige Flüsse eingegraben, von denen Jug, Lusa, Moloma, Syssola und Unscha auch dort entspringen.